# Dominique Gaspard
Dominique Gaspard (22 décembre 1884 - 6 février 1938) est un médecin américain d'origine créole qui s'installe au Québec dans sa jeunesse et y reste jusqu'à sa mort, contribuant grandement à la communauté médicale et noire.

## Éducation
En 1904, Gaspard est encouragé à entrer au séminaire de Saint-Hyacinthe au Québec. Le séminaire a commencé de recevoir des étudiants noirs dans les années 1860, et Gaspard a postulé avec une lettre de recommandation de Charles Uncles, un ancien diplômé,. À la fin de ses études au séminaire de Saint-Hyacinthe en 1911, Gaspard désire entrer dans l'ordre des prêtres dominicains mais sa demande est refusée en raison de sa couleur de peau. Il a plutôt postulé à l'Université Laval à Montréal (plus tard connue sous le nom d'Université de Montréal) pour étudier la médecine. Ses études sont interrompues par le déclenchement de la Première Guerre mondiale, alors que Gaspard travaille comme volontaire médical auprès du Corps expéditionnaire canadien dans un hôpital de campagne en France,. Il reçoit la Médaille des épidémies des mains du ministre français de la Guerre. Il revient à Montréal en 1917 et complète ses études de médecine un an plus tard. Il ouvre un cabinet dans le Vieux-Montréal et a été membre fondateur du centre communautaire noir.

## Vie personnelle
Il épouse Ethel May Lyons en 1921. Il décède à l'Hôpital de Verdun en 1938 et est inhumé au cimetière Notre Dame des Neiges,.

## Héritage
En avril 1917, Gaspard reçoit « La Médaille des épidémies du ministère de la Guerre », des mains de Paul Painlevé, ministre français de la Guerre.
En 1927, Gaspard devient membre fondateur du Centre communautaire noir de Montréal.
En 1935, Gaspard est l'un des 15 hommes qui présentèrent la première demande d'établissement de la Légion des vétérans de couleur dans le district de Saint-Antoine. La Section des anciens combattants de couleur (Québec no 50) a reçu sa charte de la Direction nationale à Ottawa le 20 mars 1935 et a ouvert ses portes au 1450, rue Saint-Antoine.
Le 13 avril 1953, le nom de la légion est changée de Coloured War Veterans' Branch à Dr. Gaspard Royal Canadian Legion Branch no 50.
Le 13 août 2024, Dominique Gaspard a été désigné comme personnes d'importance historique nationale.